# Evento del kiloaño 8-2

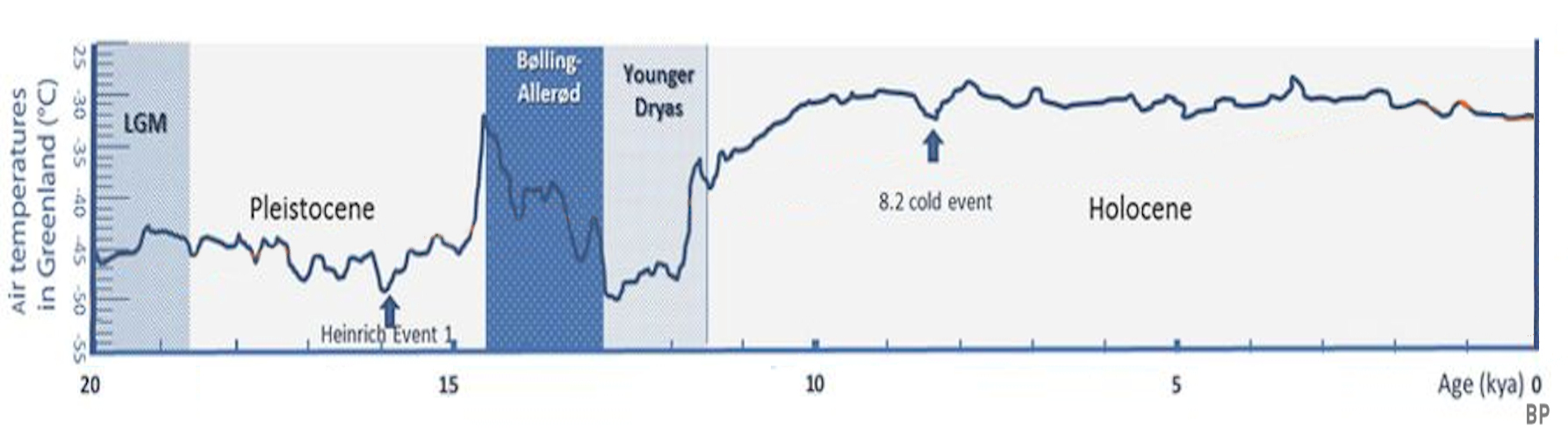
El evento de 8,2 kiloaños aparece como una mella en el período cálido del Holoceno. Evolución de las temperaturas en el periodo Postglaciar tras el Último Máximo Glacial (LGM), según los núcleos de hielo de Groenlandia.

En climatología, el evento de 8,2 kiloaños fue una disminución repentina de las temperaturas globales que ocurrió aproximadamente 8200 años antes del presente, o c. 6250 a. C., y que duró durante los siguientes dos a cuatro siglos. Define el inicio de la edad Norgripiense en la época del Holoceno. El enfriamiento fue significativamente menos pronunciado que durante el período frío del Dryas Reciente que precedió al comienzo del Holoceno. Durante el evento, la concentración de metano atmosférico disminuyó en 80 ppb, una reducción de emisiones del 15%, al enfriar y secar a escala hemisférica.

## Evento de enfriamiento
El evento puede haber sido causado por un gran pulso de agua de deshielo, que probablemente fue el resultado del colapso final de la capa de hielo Laurentide del noreste de Norteamérica,muy probablemente cuando los lagos glaciares Ojibway y Agassiz de repente drenaron en el Océano Atlántico Norte. El mismo tipo de acción produjo las inundaciones de Missoula que formaron los Channeled Scablands de la cuenca del río Columbia. El pulso de agua de deshielo puede haber detenido la circulación termohalina del Atlántico Norte,  reduciendo el transporte de calor hacia el norte en el Atlántico y provocando un importante enfriamiento del Atlántico Norte. La circulación meridional de vuelco del Atlántico (AMOC) se debilitó en un 55% o 62%. Las estimaciones del enfriamiento varían y dependen en cierta medida de la interpretación de los datos, pero se ha informado de disminuciones de alrededor de 1 a 5 °C. En Groenlandia, el evento comenzó en 8175 BP, y el enfriamiento fue de 3,3 °C (media decenal) en menos de 20 años. El período más frío duró unos 60 años, y su duración total fue de unos 150 años. La hipótesis de la causalidad por agua de deshielo se considera, sin embargo, una especulación debido a las incoherencias con su inicio y a una región de impacto desconocida.
Los investigadores sugieren que la descarga probablemente se superpuso a un episodio más largo de clima más frío que duró hasta 600 años, y fue simplemente un factor que contribuyó al evento en su conjunto.
Más lejos de la capa de hielo Laurentide, algunos registros tropicales informan de un enfriamiento 3 °C, basado en núcleos perforados en un antiguo arrecife de coral en Indonesia. El evento también provocó una disminución global de CO2 de aproximadamente 25 ppm durante unos 300 años.Sin embargo, la datación y la interpretación de otros yacimientos tropicales son más ambiguas que las de los yacimientos del Atlántico Norte. Además, los modelos climáticos muestran que la cantidad de agua de deshielo y la trayectoria del agua de deshielo son importantes para perturbar la circulación termohalina del Atlántico norte.